# Daisy Ridley
Daisy Jazz Isobel Ridley (født 10. april 1992) er en engelsk skuespiller. Hun spiller skrothandleren Rey i filmene Star Wars: The Force Awakens (2015), Star Wars: The Last Jedi (2017) og Star Wars: The Rise Of Skywalker (2019)

## Filmografi

### Film
| År   | Titel                            | Rolle      | Notater          |
| ---- | -------------------------------- | ---------- | ---------------- |
| 2014 | The Inbetweeners 2               | Alicia     | Slettede scener' |
| 2015 | Scrawl                           | Hannah     |                  |
| 2015 | Star Wars: The Force Awakens     | Rey        |                  |
| 2017 | Star Wars: The Last Jedi         | Rey        |                  |
| 2019 | Star Wars: The Rise of Skywalker | Rey        |                  |
| 2021 | Chaos Walking                    | Viola Eade |                  |

### Fjernsyn
| År   | Titel           | Rolle            | Notater    |
| ---- | --------------- | ---------------- | ---------- |
| 2013 | Casualty        | Fran Bedingfield | 1 episode  |
| 2013 | Youngers        | Jessie           | 1 episode  |
| 2013 | Toast of London | Charlotte        | 1 episode  |
| 2014 | Silent Witness  | Hannah Kennedy   | 2 episoder |
| 2014 | Mr Selfridge    | Roxy Starlet     | 1 episode  |

### Kortfilm
| År   | Titel         | Rolle | Notater  |
| ---- | ------------- | ----- | -------- |
| 2013 | Lifesaver     | Jo    | Kortfilm |
| 2013 | Blue Season   | Sarah | Kortfilm |
| 2013 | 100% Beef     |       | Kortfilm |
| 2013 | Crossed Wires |       | Kortfilm |